# Hieracium andreanszkyanum
Hieracium andreanszkyanum es una especie de planta con flor del género Hieracium, de la familia Asteraceae, orden Asterales.

## Distribución
Hieracium andreanszkyanum se distribuye por Austria.

## Taxonomía
Fue descrita científicamente por F. Kováts. Fue publicada en Borbásia 5-6: 77 (1946).